# Maria Taglioni

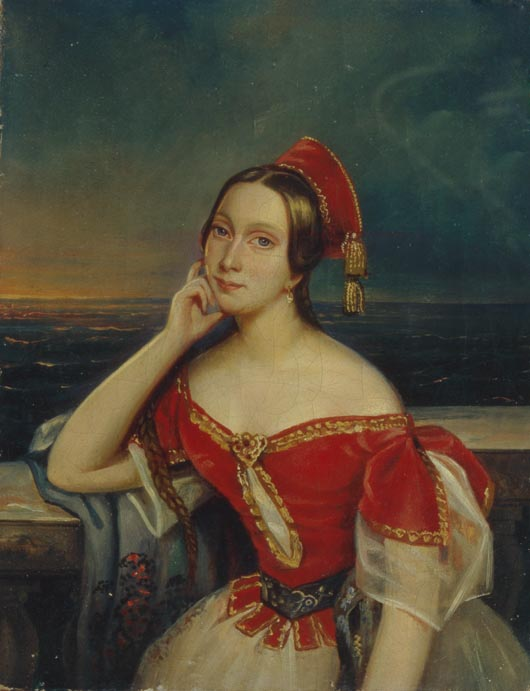
Maria Taglioni, malarz nieznany

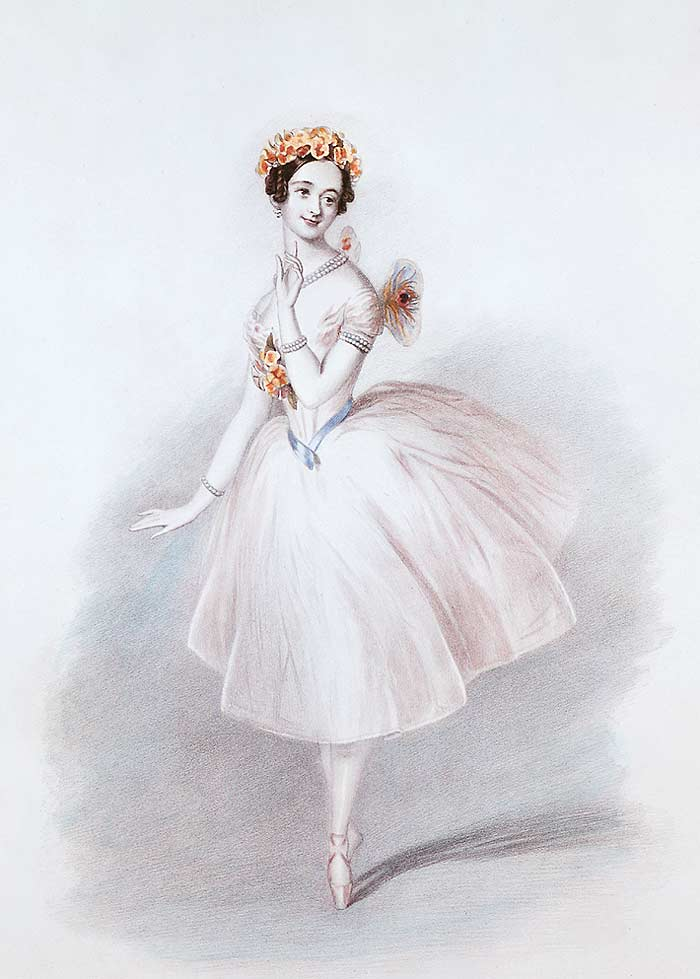
Maria Taglioni jako Sylfida w balecie „La Sylphide” Filippo Taglioniego, 1832

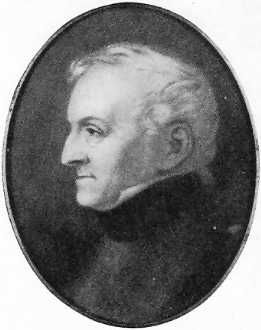
Filippo Taglioni, ojciec Marii, ok. 1871

Maria Taglioni (ur. 23 kwietnia 1804 w Sztokholmie, zm. 24 kwietnia 1884 w Marsylii) – włoska tancerka, legendarna primabalerina romantyczna, znana ze swoich występów na wielu scenach baletowych Europy. Córka słynnego tancerza, pedagoga i choreografa Filippo Taglioniego (1777–1871), pod którego okiem studiowała taniec kolejno w Wiedniu, Stuttgarcie i Paryżu, potem występowała pod jego opieką baletmistrzowską i w jego choreografiach przez cały czas swojej kariery scenicznej.

## Życiorys
Maria Taglioni była córką Filippo Taglioniego i szwedzkiej tancerki Sofie Karsten (1783–1862), córki szwedzkiego śpiewaka operowego Christoffera Christiana Karstena i polskiej śpiewaczki operowej, aktorki i harfistki Zofii Marianny Teresy Stępkowskiej. Siostra Paula (1808–1884), szwagierka Amalii Taglioni i ciotka Marii Taglioni, zwanej młodszą. Była uczennicą swojego ojca i szkoły paryskiej, ale zadebiutowała w Hofftheater, w Wiedniu w 1822, w balecie La Reception d’une Jeune Nymphe a la Cour de Terpsychore, specjalnie stworzonym dla niej przez ojca. Rok później tańczyła w Niemczech, we Włoszech i w Paryżu. W 1827 zadebiutowała na scenie Opery paryskiej, a w latach 1827–1837 była tam primabaleriną i wykonawczynią głównych ról w baletach ojca: La Sylphide (Sylfida) w 1832, Nathalie ou La Laitière Suisse w 1832, La Révolte au Sérail w 1833, La Fille du Danube z 1836 i innych. Największym i niedoścignionym jej osiągnięciem była jednak tytułowa Sylfida we wspomnianym już balecie Filippo Taglioniego, który zapoczątkował erę baletu romantycznego w Europie.
W 1832 r. poślubiła potajemnie w Londynie, rozkochanego w jej wizerunku scenicznym, francuskiego hrabiego Jean-Pierre’a Victora Alfreda Gilbert de Voisins (?–1863), a w dwa lata później para potwierdziła swój związek w Paryżu ślubem cywilnym. Mieli córkę Eugénie Marie Edwige (1836–1901). Ich związek okazał się jednak nieudany i w 1836 r. doszło do separacji. W 1837 r. Maria pojechała z ojcem, matką i córeczką do Petersburga, gdzie Filippo Taglioni został baletmistrzem, a ona tańczyła przez kolejne 5 lat w tamtejszych realizacjach jego baletów. Po wyjeździe z Rosji jej ojciec przyjął stanowisko dyrektora baletu w warszawskim Teatrze Wielkim, a ona odbywała częste tournée po całej Europie, m.in. była regularnie gościem na scenie w Londynie. Występowała także w Warszawie w latach 1838, 1841 i 1844 r. Maria miała jeszcze syna Georges’a Philippe’a (1843-1893), niewiadomego ojcostwa, który został jednak z czasem adoptowany przez jej byłego męża i odziedziczył po nim tytuł hrabiowski.
Ostatni raz wystąpiła w 1847 r. Potem osiadła z matką i dziećmi w swojej wspaniałej willi w Blevio nad jeziorem Como we Włoszech, gdzie prowadziła ożywione życie towarzyskie w kręgach zamożnych wielbicieli i wybitnych artystów. W 1853 r. zamieszkał tam również jej ojciec po zakończeniu swojej dziesięcioletniej pracy w Warszawie. Niestety przyczynił się on wkrótce do roztrwonienia większości majątku córki poprzez swoje ryzykowne spekulacje giełdowe. Nie stracili wprawdzie swojej rezydencji nad jeziorem Como, ale Maria znów została zmuszona do zarobkowania. Powróciła więc do Paryża, gdzie dawała lekcje tańca w klasach udoskonalenia w Operze paryskiej. W 1860 zrealizowała tam także swoją jedyną choreografię – balet Le Papillon dla Emmy Livry, swej ulubionej uczennicy, która wkrótce zginęła tragicznie. Później przebywała jeszcze w Londynie, ucząc tańców salonowych. Jedną z jej uczennic była Helena Cholewicka. Pod koniec życia przeniosła się do Marsylii, gdzie zamieszkał także jej syn z rodziną.
Od czasu wystąpienia w Sylfidzie Taglioni stała się sławą międzynarodową i żadna po niej tancerka XIX wieku nie osiągnęła takiego rozgłosu. Jej nazwisko na afiszu wypełniało po brzegi największe teatry Europy, także podczas jej występów gościnnych w Teatrze Wielkim w Warszawie. Jako jedna z pierwszych tancerek przywdziała białe, długie tutu (długa suknia z tiulu), które od tego momentu stało się emblematem tancerek romantycznych. Choć nie była pierwszą, która tańczyła na palcach, to dzięki jej interpretacji ten typ tańca stał się później obowiązujący w każdym balecie. Nawet jej uczesanie, z przedziałkiem pośrodku i włosami upiętymi w niski kok, stało się z czasem konwencjonalnym, obowiązujący do dziś, uczesaniem wszystkich balerin klasycznych. Będąc tancerką o wyjątkowej lekkości i skoczności wprowadziła całkiem nowy typ zjawiskowej, uduchowionej i eterycznej postaci. Zasłynęła jako wzorcowe uosobienie sceniczne głównych bohaterek baletów romantycznych.

## Role
- Młoda Nimfa w La Réception d’une Jeune Nimphe à la Cour de Terpsichore, 1822, balet Filippo Taglioniego, muzyka Gioacchino Rossini
- Zoloé w scenie baletowej Filippo Taglioniego w operze Le Dieu et la Bayadere, 1830, muzyka Daniel Auber
- Przeorysza w scenie baletowej Filippo Taglioniego w operze Robert le Diable, 1831, muzyka Giacomo Meyerbeer
- Sylfida w La Sylphide, 1832, balet Filippo Taglioniego, libretto Adolphe Nourrit, muzyka Jean Schneitzhöffer
- Natalia w Nathalie ou La Laitière Suisse, 1832, balet Filippo Taglioniego, muzyka Adalbert Gyrowetz i Michele Caraff
- Zulma w La Révolte au Sérail, 1833, balet Filippo Taglioniego, muzyka Théodore Labarre
- Córa Dunaju w La Fille du Danube, 1836, balet Filippo Taglioniego, muzyka Adolphe Adam
- Cyganka w La Gitana, 1838, balet Filippo Taglioniego, muzyka Johann Schmidt i Daniel Auber
- Cień w L’Ombra, 1839, balet Filippo Taglioniego, muzyka Ludwig Wilhelm Maurer
- Mme Taglioni w Pas de quatre, 1845, balet Julesa Perrota, muzyka Cesare Pugni(inne języki)

### Występy w Polsce
- Od 17 do 27 marca 1838 w: scenie baletowej opery Robert Diabeł Giacomo Meyerbeera; i w baletach: Rycerz i wieszczka, Powstanie w seraju, Sylfida. Partnerowali jej wówczas Roman Turczynowicz i Maurice Pion[6]
- Od 28 marca do 6 kwietnia 1841 w baletach: Sylfida i Rozbójnik morski. Partnerowali jej wówczas Maurice Pion, Teodozja Gwozdecka i Konstancja Turczynowicz
- Od 27 stycznia do 23 kwietnia 1844 w: ponownie operze Robert Diabeł Giacomo Meyerbeera; oraz w baletach: Sylfida, Łowy Diany, Gitana, Cień. Partnerowali jej wówczas Maurice Pion, Teodozja Gwozdecka, Aleksander Tarnowski[7]